# 安定ソート
安定ソート（あんていソート、stable sort）とは、ソート（並べ替え）のアルゴリズムのうち、順位が同等な複数のデータのソート前の前後関係が、ソート後も保存されるものをいう。つまり、ソート途中の各状態において、常に順位の位置関係を保っていることをいう。
たとえば、学生番号順に整列済みの学生データを、テストの点数順で安定ソートを用いて並べ替えたとき、ソート後のデータにおいて、同じ点数の学生は学生番号順で並ぶようになっている。
| 学生番号 | 生徒名 | テスト成績 |
| -------- | ------ | ---------- |
| 010      | A子    | 419        |
| 011      | B男    | 366        |
| 012      | C美    | 402        |
| 013      | D生    | 453        |
| 014      | E上    | 419        |
| 015      | F崎    | 402        |

| 学生番号 | 生徒名 | テスト成績 |
| -------- | ------ | ---------- |
| 011      | B男    | 366        |
| 012      | C美    | 402        |
| 015      | F崎    | 402        |
| 010      | A子    | 419        |
| 014      | E上    | 419        |
| 013      | D生    | 453        |

| 学生番号 | 生徒名 | テスト成績 |
| -------- | ------ | ---------- |
| 011      | B男    | 366        |
| 015      | F崎    | 402        |
| 012      | C美    | 402        |
| 014      | E上    | 419        |
| 010      | A子    | 419        |
| 013      | D生    | 453        |

- 生徒番号015が012の先に来ており、また014も010より先に来ている。
- 元の生徒番号順が保持されていないため不安定ソートとなる。

安定でないソート法を用いる場合でも、整列したいデータに元のデータ列の順序を追加しておき、ソートする際にその情報を参照するようにすれば、安定ソートに変更できる。形式的には、ソートしたい項目と元の順番を表す項目のペアを辞書式順序でソートする、ということである。この方法は（入力データ自体が元々順番を表す項目を含んでいるのでない限り）元の順番を表す情報を記憶する必要がある。すなわち、長さ n の入力に対し、0 から n-1 までの連番を一時的に記憶するのだから、{\displaystyle O(n\log n)} の記憶容量を必要とする（必要となる一時変数の個数という意味では {\displaystyle O(n)}）。したがって内部ソートが必要な場合には使えない。